# Amblyomma coelebs
Amblyomma coelebs (лат.) — вид клещей из семейства Ixodidae.
Неотропика. Центральная Америка: Мексика (Guanajuato и Jalisco), Белиз, Гватемала, Гондурас, Никарагуа, Панама. Южная Америка: Аргентина, Боливия, Бразилия, Венесуэла, Гайана, Колумбия, Парагвай, Перу, Суринам, Тринидад и Тобаго, Эквадор.
Относительно крупные клещи (4—6 мм). Длина капитулума самцов 1,57 мм (ширина — 1,6). Длина скутума самок до 2,9 мм (ширина — 3,3). Тазики I—III с 2 шпорами, тазики IV с одной длинной шпорой. Паразитируют на млекопитающих, главным образом, на тапирах следующих видов: центральноамериканский тапир (Tapirus bairdi) и равнинный тапир (Tapirus terrestris). Периодически обнаруживаются и на других животных (лошади, коровы, пекари, пака), иногда и на человеке.
Переносчики риккетсий Rickettsia amblyommii.
Вид был впервые описан в 1899 году зоологом Л. Г. Ньюманном (Neumann, L. G. 1899).